# Manfred Lieb
Manfred Lieb (* 6. April 1935 in Stuttgart; † 11. Juni 2017 in Bergisch Gladbach) war ein deutscher Zivil-, Arbeits-, Handels- und Gesellschaftsrechtler.

## Leben
Manfred Lieb studierte an der Eberhard-Karls-Universität Tübingen und der Ludwig-Maximilians-Universität München Rechtswissenschaften und wurde 1960 mit seiner Dissertation Die Rechtsnatur der Allgemeinverbindlicherklärung von Tarifverträgen als Problem des Geltungsbereichs autonomer Normsetzung in München zum Dr. iur. promoviert. In seinen Tübinger Studienjahren trat er der Tübinger Studentenverbindung Akademische Gesellschaft Stuttgardia bei.
Er arbeitete als Regierungsassessor im Justizministerium und in der Staatskanzlei Baden-Württemberg, bevor er 1964 Assistent am Institut für Arbeits- und Wirtschaftsrecht der Universität zu Köln, dessen späterer Direktor er war, und 1966 Richter am Landgericht Stuttgart wurde.
Im Jahr 1970 habilitierte sich Lieb an der Universität Tübingen und wurde anschließend als Professor auf den Lehrstuhl für Bürgerliches Recht, Arbeits- und Handelsrecht der Universität zu Köln berufen. Von 1974 bis 2001 war er mit Dieter Medicus und Wolfgang Grunsky Mitherausgeber des Archivs für die civilistische Praxis. Von 1983 bis 1986 war Lieb auch nebenamtlicher Richter am Oberlandesgericht Köln. Seit 2000 war er Rechtsanwalt (2000–2008 Sozietät Linklaters in Köln). Außerdem war er an der WHU – Otto Beisheim School of Management in Vallendar als externer Dozent tätig, wo er Vorlesungen zum Arbeits-, Handels- und Gesellschaftsrecht hielt.
Lieb starb im Alter von 82 Jahren im Juni 2017 und wurde am 22. Juni 2017 auf dem Friedhof Bensberg beigesetzt. Er war mit der Rechtswissenschaftlerin Barbara Dauner-Lieb verheiratet und hatte vier Kinder.

## Schriften (Auswahl)
- Die Rechtsnatur der Allgemeinverbindlicherklärung von Tarifverträgen als Problem des Geltungsbereichs autonomer Normensetzung. Stuttgart 1960 (Dissertation).
- Die Ehegattenmitarbeit im Spannungsfeld zwischen Rechtsgeschäft, Bereicherungsausgleich und gesetzlichem Güterstand - Zugleich ein Beitrag zur Rechtsfortbildung im Familienrecht. Mohr Siebeck, Tübingen 1970, ISBN 978-3-16-631251-4 (Habilitationsschrift).
- Das neue Arbeitskampfsystem - Analyse der Aussperrungsurteile des Bundesarbeitsgerichts. Arbeitgeberverband der Metallindustrie, Köln 1981, ISBN 978-3-88575-007-9.
- Empfiehlt es sich, die rechtlichen Fragen der nichtehelichen Lebensgemeinschaft gesetzlich zu regeln? Beck, München 1988, ISBN 978-3-406-33247-0.
- Arbeitskampfrecht - Symposion Hugo Seiter zum Gedächtnis. Duncker und Humblot, Berlin 1990, ISBN 978-3-428-06969-9.
- Die Haftung für Verbindlichkeiten aus Dauerschuldverhältnissen bei Unternehmensübergang. C.F. Müller, Heidelberg 1991, ISBN 978-3-8114-2791-4.
- mit Matthias Jacobs (Hrsg.): Arbeitsrecht. 9. neu bearb.  Auflage. C.F. Müller, Heidelberg 2006, ISBN 978-3-8114-8006-3.